# Toumani Diabaté
Toumani Diabaté (Bamaco, 10 de agosto de 1965 – Bamaco, 19 de julho de 2024) foi um músico maliano. Tocava corá, uma espécie de harpa com 21 cordas exclusiva da África Ocidental.

## História
Toumani Diabaté nasceu em Bamaco, a capital do Mali, em 1965 numa família de Griots (casta de músicos / historiadores), que conta com 71 gerações de executantes de corá. O mais notável foi o seu pai, Sidiki Diabaté (c.1922-96), eleito Rei da corá no prestigiado Black Arts Festival Festac em 1977 e ainda hoje uma inspiração para todos os tocadores de corá. Toumani Diabaté  cresceu num ambiente preenchido por música, mas foi na verdade um autodidacta na aprendizagem da corá, sem receber ensinamentos directos do seu pai que não fossem ouvir a sua música.
Nas décadas de 1960 e 1970, o meio musical de Bamaco era influenciado pelos sons de fora, especialmente pela música negra americana: a música soul era particularmente popular, tal como Jimi Hendrix, Jimmy Smith e grupos de rock britânico como Led Zeppelin. Tanto a exposição a estas sonoridades como os grupos modernos de Bamaco seriam importantes para o desenvolvimento musical de Toumani.
Começou a tocar corá aos 5 anos, altura em que o governo maliano tinha um programa de incentivo aos grupos tradicionais. Estreou-se em público aos 13 anos e em 1984 juntou-se ao grupo que acompanhava a grande diva Kandia Kouyaté, a cantora griot mais conhecida do Mali, com quem percorreu o continente africano.
Embora não tenha aprendido directamente com o seu pai, Toumani Diabaté prosseguiu o seu ideal de desenvolver a corá como instrumento solista. Descobriu um modo de tocar o baixo, o acompanhamento rítmico e a melodia solista ao mesmo tempo, um método que o levou aos palcos de todo o mundo. Veio à Europa pela primeira vez em 1986, acompanhando outra cantora maliana, Ousmane Sacko, e acabou por permanecer em Londres por sete meses. Nesse período, gravou o seu primeiro álbum a solo: Kaira. No mesmo ano apresentou-se pela primeira vez no festival Womad, causando um impacto significativo.
No Reino Unido trabalhou formalmente com músicos de várias tendências e contactou com diferentes tradições, como a música clássica indiana, de onde proveio a ideia jugalbandi (diálogo musical entre dois instrumentos) que se tornou uma característica marcante da sua música.
Colaborou com o grupo espanhol Ketama, dando origem ao álbum Songhai. Considerando a experimentação como uma parte do griot moderno, forma em 1990 a Symmetric Orchestra - um equilibrio entre a tradição e a modernidade e entre as contribuições de músicos de países próximos. Senegal, Guiné, Burkina Faso, Costa do Marfim e Mali foram todos parte do Império Mandé medieval. A orquestra estreia-se em CD com Shake the Whole World (1992, Japão e Mali) e Boulevard de l'Indépendance em 2005, gerando uma extensão digressão internacional. Entretanto, têm se apresentado em locais como o Carnegie Hall de Nova Iorque e festivais de Jazz como os de Nice e de Montréal.
Ainda na década de 1990, em Bamaco, Toumani reúne à sua volta um conjunto de músicos como Bassekou Kouyaté (ngoni) e Keletigui Diabaté (balafon), cultivando uma abordagem jazz-jugalbandi-griot instrumental que se pode ouvir no álbum Djelika de 1995. Depois do álbum Songhai 2, grava New Ancient Strings em duo com o também tocador de corá Ballake Sissoko; um tributo ao álbum Cordes Anciennes que nos anos 70 juntou os pais dos dois músicos. Com o disco Kulanjan, de 1999, celebra as ligações entre os blues e a música do ocidente africano com o músico norte-americano Taj Mahal. A estes juntam-se as participações em inúmeros projectos discográficos como nomes como Ali Farka Touré, Salif Keita, Damon Albarn, Kasse Madi Diabaté e Bjork.
Em 2004, Toumani Diabaté recebeu o Ziryab des Virtuoses, um prêmio da UNESCO concedido no Mawazine Festival organizado pelo rei Maomé VI do Marrocos. É directo da Mandinka Kora Productions, que promove a corá no Mali por meio de workshops, festivais e vários eventos culturais. Ensina corá e música tradicional moderna no Conservatório de Artes, Cultura e Multimédia Balla Fasseke, inaugurado em Bamaco no fim de 2004.
Em 2004 Toumani Diabaté começou a trabalhar com o World Circuit para uma trilogia de álbuns gravados no Hotel Mandé em Bamaco, participando em dois títulos: In the Heart of the Moon em dueto com Ali Farka Touré, álbum vencedor de um Grammy, e Boulevard de l'Indépendance pela Symmetric Orchestra.
Em 2008 foi editado The Mandé Variations, o primeiro álbum de corá solo desde Kaira, em cerca de 20 anos. O álbum Ali and Toumani, lançado em parceria com Ali Farka Touré, foi pontuado com 8.3 pela Pitchfork.
Em 2011, Diabaté tocou corá no projeto Especial MTV - A Curva da Cintura ao lado dos músicos brasileiros Arnaldo Antunes e Edgard Scandurra. Além das gravações do álbum em um estúdio de Bamaco, A Curva da Cintura gerou um documentário para a MTV Brasil.

## Discografia
- 1987 - Kaira (Hannibal)
- 1995 - Djélika (Hannibal)
- 1999 - Nouvelles Cordes Anciennes, com Ballaké Sissoko (Hannibal-Ryko / harmonia mundi)
- 1999 - Kulanjan, com Taj Mahal (Rykodisc)
- 2002 - Jarabi (Best Of) "Master of Kora" (Hannibal)
- 2003 - Mali Cool, com Roswell Rudd (Soundscape)
- 2005 - In the heart of the moon com Ali Farka Touré e Ry Cooder - (World Circuit)
- 2006 - Boulevard de l'Indépendance (World Circuit)
- 2008 - The Mandé variations
- 2010 - Ali and Toumani (Nonesuch Records) com Ali Farka Touré
- 2011 - Especial MTV - A Curva da Cintura com Arnaldo Antunes e Edgard Scandurra
- 2014 - Toumani & Sidiki (com Sidiki Diabaté Jr.)
- 2017 - Lamomali (com M and Sidiki Diabaté)
- 2020 - The Ripple Effect (com Béla Fleck)